# Robert Sterl
Robert Hermann Sterl, né le 23 juin 1867 à Großdobritz, aujourd'hui Dresde-Dobritz, et mort le 10 janvier 1932 à Naundorf, est un peintre allemand.

## Biographie
Robert Sterl, fils d'un tailleur de pierre, naît près de Dresde. Il étudie de 1881 à 1888 à l'Académie royale des beaux-arts de Dresde auprès notamment de Leon Pohle, Julius Scholtz, Wilhelm Walter et devient en 1886 premier assistant du peintre d'histoire belge Ferdinand Pauwels.
Entre 1887 et 1904, Sterl peint des paysages, des portraits, et fait des illustrations. Il est membre cofondateur de la Sécession dresdoise (Verein bildender Künstler) en 1894 et nommé professeur en 1906. Il appartient, avec Wilhelm Claudius et d'autres, à l'école de Goppeln. C'est un peintre majeur de la Saxe de cette époque. De 1913 à 1930, il est membre de la commission du musée de Dresde, plus tard conseiller. En 1915, il devient membre du conseil académique et fonde en 1918 le conseil des artistes pour la réforme de la vie artistique dresdoise.

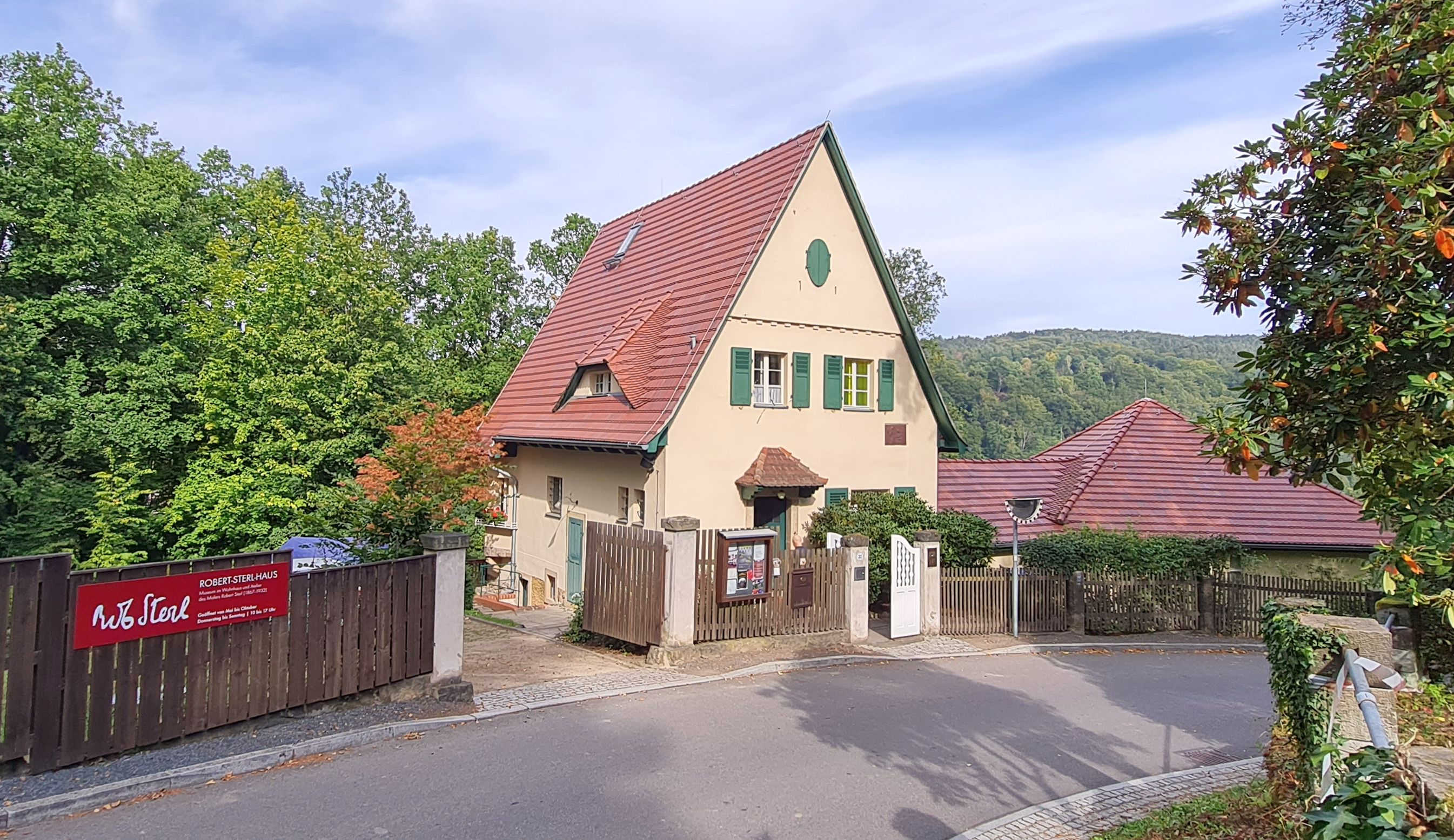
Maison de Robert Sterl à Naundorf

Il achète une maison en 1919 à Naundorf et est appelé la même année comme membre extérieur de l'Académie royale des beaux-arts de Berlin. À partir de 1923, il est professeur des études à l'Académie des beaux-arts de Dresde.
Il meurt chez lui en 1932. Sa maison est devenue un musée qui lui est consacré. L'intérieur est demeuré comme à son époque avec toutes ses archives.

## Œuvre
Sterl est considéré, avec Max Liebermann, Max Slevogt et Lovis Corinth, comme un maître de l'impressionnisme allemand. Il est resté lié à la Saxe toute sa vie et est demeuré professeur à l'académie pendant trois décennies.
À côté de ses œuvres de jeunesse réalisées pendant ses séjours en Hesse avec ses amis membres de l'école de Willingshausen (de), ses tableaux les plus marquants sont ceux inspirés de ses voyages en Russie (entre 1908 et 1914), ainsi que plusieurs tableaux tourmentés représentant le chef d'orchestre Ernst von Schuch, comme celui où il dirige à Dresde Le Chevalier à la rose de Richard Strauss en 1908.
Sterl fut aussi un portraitiste fort demandé. Son chef-d'œuvre en la matière est le portrait du Dr Otto Posse, chef archiviste de la cour (1917), que l'on peut voir dans son atelier.

## Quelques œuvres marquantes
- Académie d'Africain (1887)
- Ernst von Schuch dirigeant "Le Chevalier à la rose" (1908)
- Place du marché à Nijni Novgorod (1910)

## Illustrations

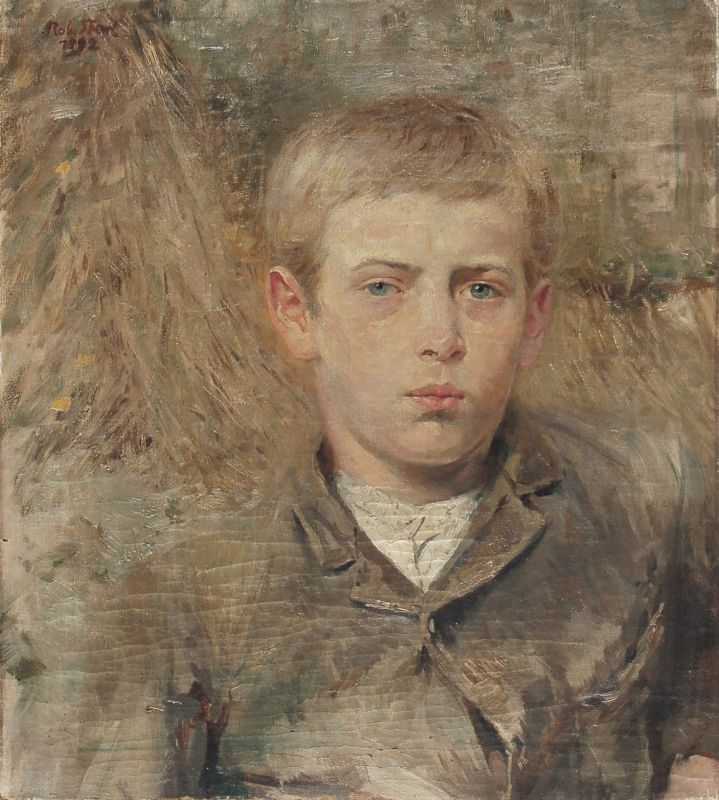
Garçon à la ferme (1892)
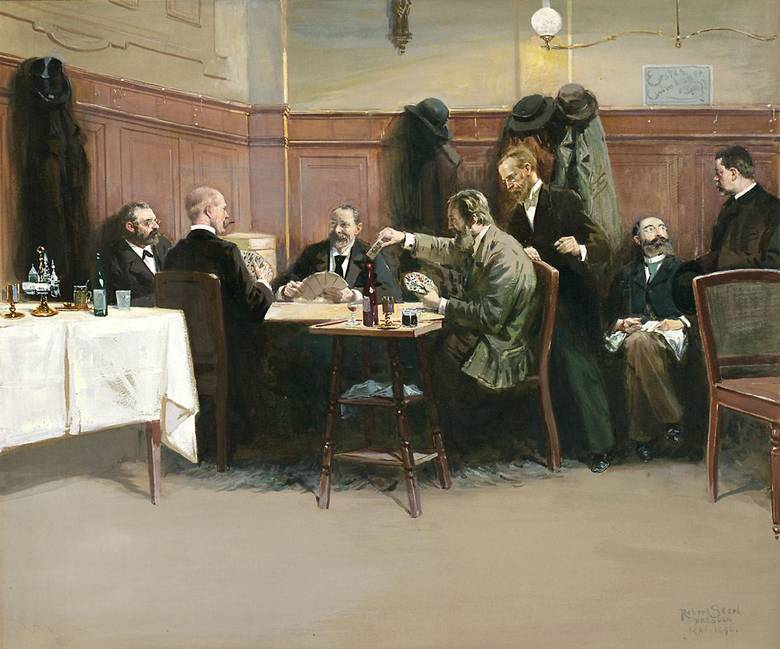
Le Jeu de cartes (1896)
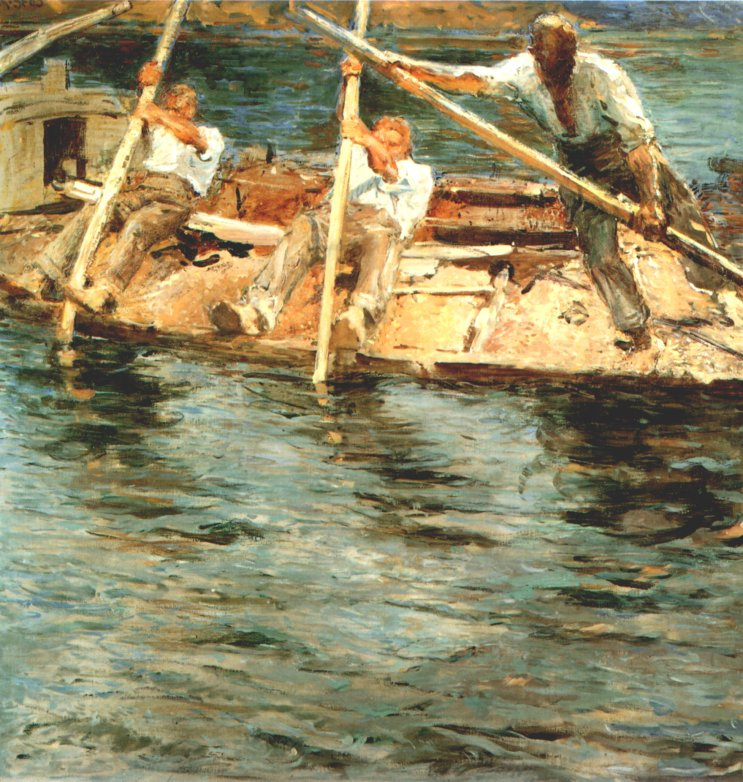
Rameurs de l'Elbe (1905)
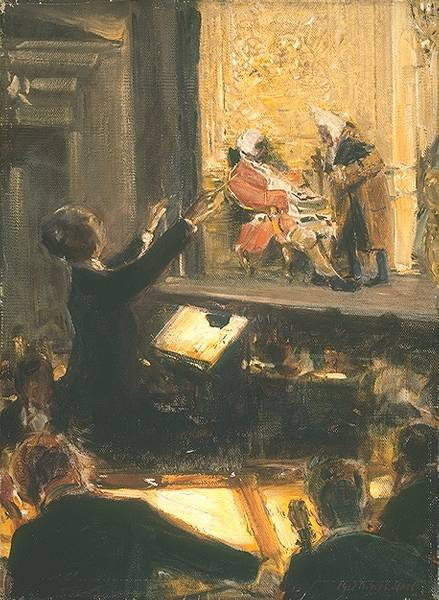
Ernst von Schuch dirigeant Le Chevalier à la rose (1908)

## Source
- (de) Cet article est partiellement ou en totalité issu de l’article de Wikipédia en allemand intitulé « Robert Sterl » (voir la liste des auteurs).